# Liturgusa
Liturgusa es un género de mantis de la familia Liturgusidae.

## Especies
Las especies de este género son:
- Liturgusa actuosa Rehn, 1951
- Liturgusa algorei Svenson, 2014
- Liturgusa annulipes Serville, 1839
- Liturgusa atricoxata Beier, 1931
- Liturgusa bororum Svenson, 2014
- Liturgusa cameroni Svenson, 2014
- Liturgusa cayennensis Saussure, 1869
- Liturgusa charpentieri Giglio-Tos, 1927
- Liturgusa cura Svenson, 2014
- Liturgusa cursor Rehn, 1951
- Liturgusa dominica Svenson, 2014
- Liturgusa fossetti Svenson, 2014
- Liturgusa guyanensis La Greca, 1939
- Liturgusa kirtlandi Svenson, 2014
- Liturgusa krattorum Svenson, 2014
- Liturgusa lichenalis Gerstaecker, 1889
- Liturgusa manausensis Svenson, 2014
- Liturgusa maroni Svenson, 2014
- Liturgusa maya Saussure & Zehntner, 1894
- Liturgusa mesopoda Westwood, 1889
- Liturgusa milleri Svenson, 2014
- Liturgusa neblina Svenson, 2014
- Liturgusa nubeculosa Gerstaecker, 1889
- Liturgusa parva Giglio-Tos, 1915
- Liturgusa peruviana Giglio-Tos, 1915
- Liturgusa purus Svenson, 2014
- Liturgusa sinvalnetoi Piza, 1982
- Liturgusa stiewei Svenson, 2014
- Liturgusa tessae Svenson, 2014
- Liturgusa trinidadensis Svenson, 2014
- Liturgusa zoae Svenson, 2014